# Ehsan
Ehsan ist ein persischer männlicher Vorname.

## Namensträger
- Ehsan Aman (* 1959), afghanischer Sänger und Tennisspieler
- Ehsan Bayat (* 1963), afghanisch-US-amerikanischer Unternehmer
- Ehsan Fattahian (1981–2009), iranisch-kurdischer Aktivist
- Ehsan Ghaem Maghami (* 1982), iranischer Schachgroßmeister
- Ehsan Hadadi (* 1985), iranischer Diskuswerfer
- Ehsan Hajsafi (* 1990), iranischer Fußballspieler
- Ehsan Jami (* 1985), niederländischer Politiker iranischer Herkunft
- Ehsan Naser Lashgari (* 1985), iranischer Ringer
- Ehsan Mehrabi (* 1978), iranischer Journalist
- Ehsan Rouzbahani (* 1988), iranischer Boxer
- Ehsan Yarshater (1920–2018), iranischer Iranist, Historiker, Linguist und Literaturwissenschaftler

- Sara Ehsan (* 1977), iranische Dichterin, Autorin, Übersetzerin und Dolmetscherin